# Philippe Gondet
Philippe Gondet (ur. 17 maja 1942 w Blois, zm. 21 stycznia 2018 w Vertou) – francuski piłkarz występujący na pozycji napastnika.
Z FC Nantes dwukrotnie zdobywał mistrzostwo Francji (1965, 1966). W 1966 zdobywając 36 goli, został królem strzelców Première Division. W latach 1965–1970 rozegrał 14 meczów i strzelił 7 bramek w reprezentacji Francji. Wystąpił na mistrzostwach świata 1966.